# Castillo de Modave

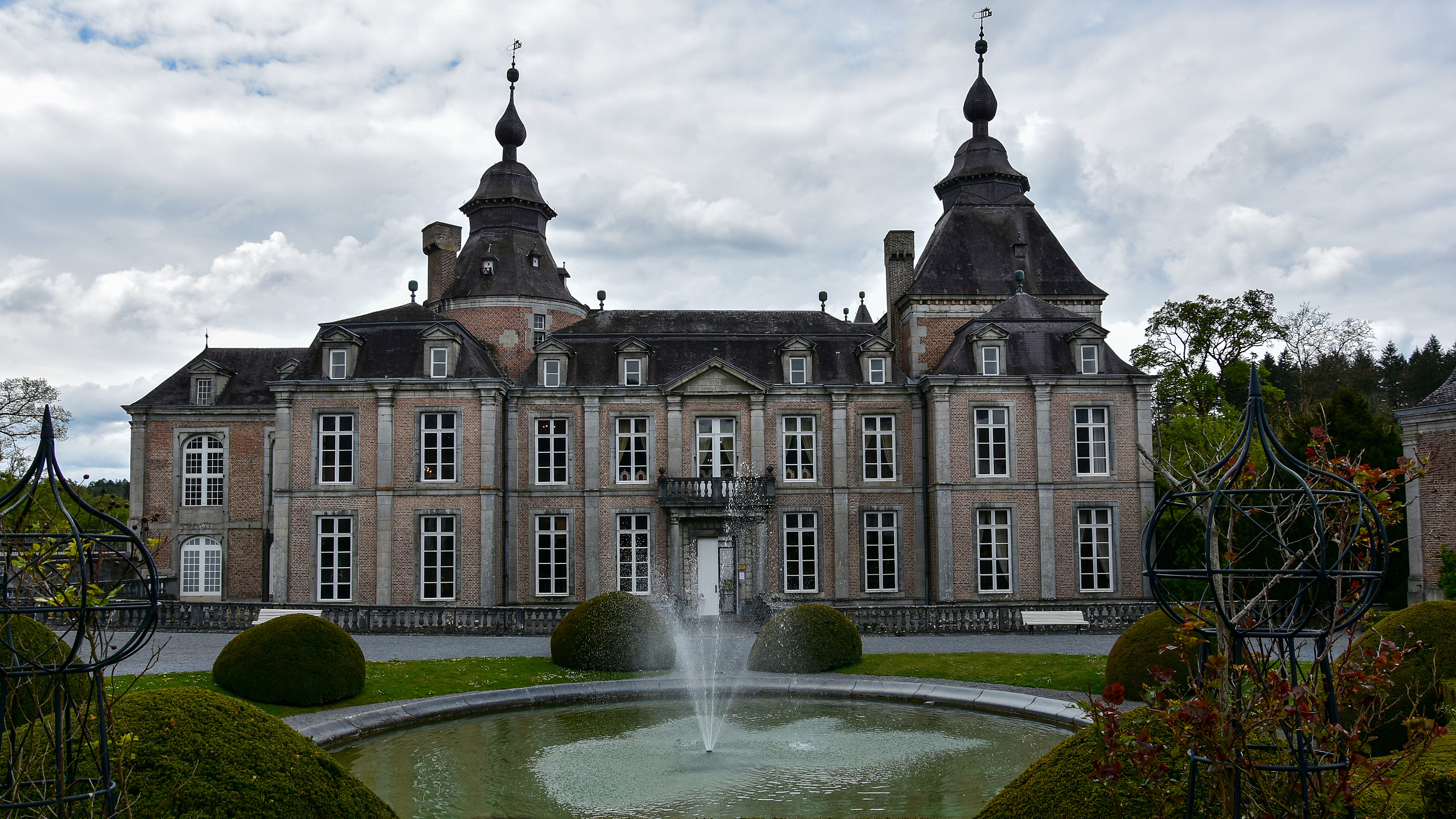
Fachada frontal

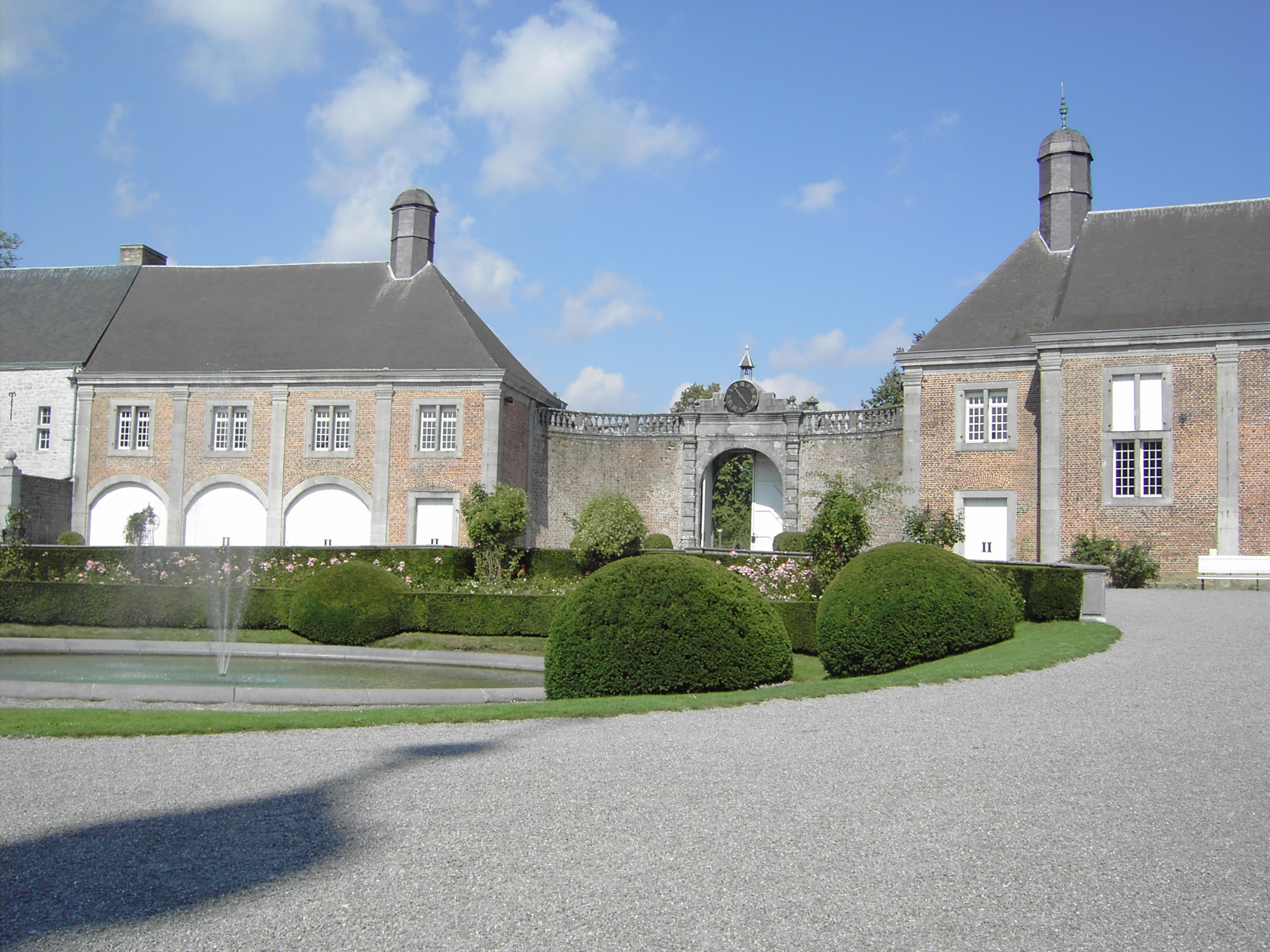
Patio y entrada

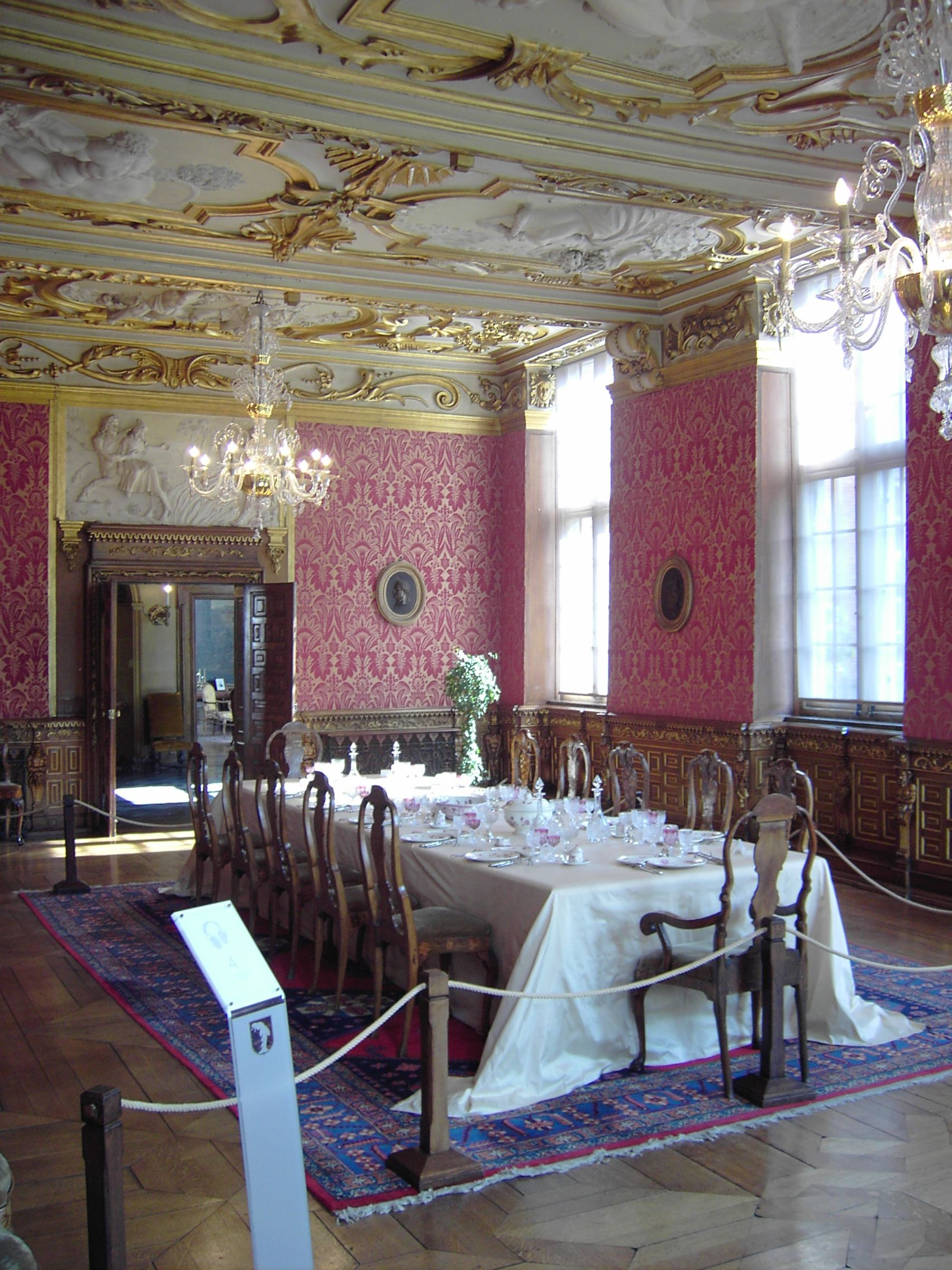
El Salon d'Hercule, acondicionado como comedor

El castillo de Modave ( en francés: Château de Modave ), también conocido como Château des Comtes de Marchin (Castillo de los Condes de Marchin) es un castillo cerca del pueblo de Modave en la provincia de Lieja, Valonia, Bélgica.

## Historia
La parte más antigua del edificio, el torreón, se construyó sobre una roca estratégica en lo alto del valle del río Hoyoux. Las partes más antiguas aún visibles hoy en día datan probablemente del siglo XIII y fueron erigidas por los señores de Modave. En el siglo XVI, el castillo y la finca de Modave pasaron a ser propiedad de las familias Haultepenne y de Saint-Fontaine.
En el siglo siguiente, Jean-Gaspard-Ferdinand de Marchin (1601-1673), un gran comandante militar, adquirió el castillo y lo convirtió de fortaleza medieval a residencia barroca de lujo. Su hijo Ferdinand de Marsin descuidó la propiedad y vivió en Francia.
Los propietarios posteriores fueron sucesivamente:
- Maximiliano Enrique de Baviera, elector de Colonia y príncipe obispo de Lieja (1682-1684);
- El cardenal Wilhelm Egon von Fürstenberg y sus herederos (1684-1706);
- Barón Arnold de Ville (1706-1772); y
- Anne-Léon, duque de Montmorency y sus herederos (1772-1817).

En el siglo XIX fue propiedad de las familias no nobles de Lamarche, Braconier y Van Hoegaerden. Finalmente, la Compagnie Intercommunale Bruxelloise des Eaux ("Compañía Intercomunal de Aguas de Bruselas") compró la propiedad en marzo de 1941, para proteger las importantes captaciones de agua del parque. En la actualidad, la empresa sigue siendo propietaria del castillo y lo ha restaurado con gran cuidado. Está abierto a los visitantes desde abril hasta octubre y también se utiliza como lugar de prestigio para conciertos y recepciones.

## Arquitectura
El antiguo castillo fortificado fue reconstruido de 1659 a 1667 de una manera que muestra una notable afinidad con las ideas más modernas de la construcción de casas de campo europeas de la época. Está particularmente cerca de los edificios de François Mansart. La digna simetría con un frontón triangular que acentúa la fachada principal, la articulación geométrica del muro, los tejados de mansarda y el contraste espacial entre el corps de logis y las alas laterales tienen mucho en común con las casas de campo de Mansart, como el castillo de Maisons-Laffitte. Modave es el ejemplo más destacado que se conserva de la arquitectura de casas de campo del Alto Barroco en el sur de los Países Bajos y en el Principado de Lieja.
El castillo es único por sus interiores históricos y muebles espléndidamente conservados que datan de los siglos XVII y XVIII. Los techos de estuco datan de la segunda mitad del siglo XVII y fueron creados por Jan-Christian Hansche.